# Boreray, St Kilda

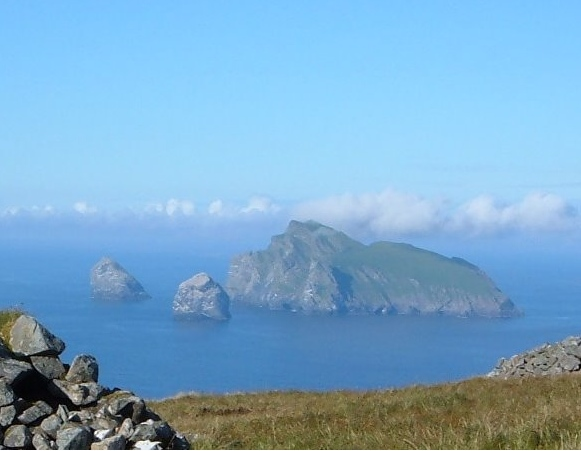
Boreray längst till höger, Stac an Armin längst till vänster och Stac Lee i mitten

Boreray (skotsk gaeliska: Boraraigh) är en obebodd ö i den världsarvs-skyddade ögruppen St Kilda i Nordatlanten. Ön är hemvist åt den ovanliga fårrasen Borerayfår.

## Geografi
Boreray ligger cirka 66 kilometer västnordväst om North Uist. Ön är cirka 77 hektar stor och når en höjd på 384 meter vid den högsta punkten Mullach an Eilein.
Boreray är bildad av breccia, gabbro och dolerit.
Det finns två raukar (eng:Stac, vertikal pelare av sten), precis vid Boreray. Stac En Armin, som är belägen 400 meter åt norr, är 196 meter hög, medan Stac Lee, 600 meter åt väster, är 172 meter hög. Boreray är den minsta av de skotska öar som har en topp över tusen fot.

## Historia
Macauley (1764) rapporterar att det finns fem druidaltare på öarna, inklusive en stor cirkel av stenar fastsatta vinkelrätt i marken vid Stallir House of Boreray.
Öarna köptes 1931 av ornitologen John Crichton-Stuart, 5:e markis av Bute. Efter hans död skänktes de 1957 till National Trust for Scotland (NTS), som är den nuvarande ägaren.
St Kilda listades som ett världsarv 1986 av Unesco på grund av sin exceptionella naturliga skönhet och sina  betydelsefulla livsmiljöer. I juli 2004 utvidgades detta för att även omfatta den omgivande marina miljön. I juli 2005 uppmärksammades ögruppen ytterligare genom att få en dubbel världsarvsstatus för både natur- och kulturbetydelse.

## Djurliv
Borerays klippor är hemvist för olika havsfåglar. Under 1959 räknades 45 000 par havssulor på ön och dess två rauk-öar. Det finns också över 130 olika sorter av blommande växter på ön. Ön är också hemvist för en ovanlig fårras, kända som Borerayfår.